# بلايني مارشان
بلايني مارشان هو كاتب العمود وشاعر كندي، ولد في 1949.